# سي. إيه. بارسونز
سي. إيه. بارسونز (بالإنجليزية: C. A. Parsons and Company)‏، كانت شركة هندسية بريطانية والتي كانت في مرة من أكبر الشركات في تينسايد. أصبحت الشركة باسم راي رول بارسونز في 1968، ثم أدمجت مع كلارك شامبان لتشكلان شركة الصناعات الهندسية الشمالية في 1977، ثم أصبحت جزءاً من رولز رويس القابضة في 1989، وأصبحت اليوم فرعاً من فروع شركة سيمنز.

## التاريخ
انشأت الشركة من قبل تشارلز ألغيرنون بارسونز في 1889 لإنتاج التوربينات البخارية، والتي هي اختراعه. في بدايات القرن العشرين، كانت الشركة تنتج ما يصل إلى 50 توربيناً في السنة في مصنعها في هيتون في نيوكاسل أبون تاين. بلغت الشركة ذورتها في الستينيات، حين وظف مصنعها أكثر من 7000 موظف على مساحة أكثر من 40 هكتاراً.
استعملت محطات الطاقة النووية الكهربائية محركات بارسونز البخارية بمن فيها:محطة كولدر هول للطاقة النووية ومحطة برادويل للطاقة النووية ومحطة دنغنيس ومحطة هايشام 2 واولدبوري في إنجلترا ومحطة هنترستون في سكتلندا.
أدمجت الشركة مع شركة راي رول لتشكيل شركة راي رول بارسونز في 1968. وأدمجت شركة راي رول بارسونز مع شركة كلارك شامبان لتشكيل شركة الصناعات الهندسية الشمالية بي أل سي والتي إتسحوذت هليها شركة رولز رويس بي أل سي في 1989.
بقيت الشركة على قيد الحياة كجزء في قسم المولدات في تكتل سيمنز الصناعي، والتي إستحوذت على النشاط من شركة رولز رويس المساهمة العامة في عام 1997. أعلنت سيمنز في أواخر العام 2002 أنها ستنهي 400 وظيفة من أصل 700 وظيفة في أشغال (مصنع) هيتون بحلول 2004، بتغيير النشاط للتركيز على جانب إصلاح النشاط، إدى إلقاء اللوم على الركود في الأسواق العالمية نتيجة هجمات 11 سبتمبر وفضيحة إنرون، إلى تراجع الطلبات في 2003. وأعلنوا أيضاً أنهم سيركزون عمليات التصنيع في مصنعهم في بودابست، حيث أن أجرة القوى العاملة أرخص.
تعرض توربينات بارسونز في متاحف مختلفة في المملكة المتحدة، وعبر العالم.ومن ضمنها متحف الإستكشاف في نيوكاسل، ومتحف العلوم في لندن، ومتحف الطاقة الكهربائية والتاريخ في يوكوهاما في اليابان.